# Gieorgij Fiedotow
Gieorgij Pietrowicz Fiedotow (ros. Гео́ргий Петро́вич Федо́тов; ur. 1 października 1886 w Saratowie, zm. 1 września 1951 w Beacon, Jersey City, New Jersey) – rosyjski historyk, filozof, teolog prawosławny, publicysta. 

## Życiorys
Urodził się w Saratowie w rodzinie zarządzającego kancelarią Gubernatora. Z wyróżnieniem ukończył męskie gimnazjum w Woroneżu, dokąd przeprowadzili się jego rodzice. W 1904 zaczął naukę w Petersburskim Instytucie Technologicznym. Po wybuchu w Rosji Rewolucji 1905 powrócił do rodzinnego miasta, gdzie włączył się w działalność saratowskiej socjaldemokratycznej organizacji w charakterze propagandzisty. W sierpniu 1905 był po raz pierwszy aresztowany za udział w zebraniu agitatorów ale był zwolniony z powodu braku poszlak i kontynuował działalność propagandową. Wiosną 1906 ukrywał się pod nazwiskiem Włodzimierza Aleksandrowicza Michajłowa w mieście Wolsk (gubernia saratowska). W dniu 11 czerwca 1906 został wybrany do Saratowskiego Miejskiego Komitetu RSDRP (Rosyjskiej Socjal-Demokratycznej Partii Robotniczej), a 17 sierpnia 1906 ponownie aresztowany i wydalony do Prus.
Był słuchaczem wykładów historii w Berlińskim Uniwersytecie aż do wydalenia z Prus na początku 1907, potem zajmował się historią średniowieczną na Uniwersytecie w Jenie. Po powrocie do Rosji jesienią 1908 został przyjęty na Wydział Historyczno-Filozoficzny Uniwersytetu Petersburskiego. Tamże uczestniczył w seminarium znanego mediewisty Iwana Michajłowicza Griewsa. Latem 1910 został zmuszony do opuszczenia uniwersytetu bez złożenia egzaminów z powodu obawy aresztowania. W 1911 wyjechał do Włoch, korzystając z cudzego paszportu, gdzie odwiedził Rzym, Asyż, Perugię, Wenecję i prowadził badania w bibliotekach Florencji. Po powrocie do Rosji w kwietniu 1912 zgłosił się na policję, gdzie wyraził skruchę. W efekcie uzyskał zgodę na złożenie egzaminów na Uniwersytecie Petersburskim. Po odbyciu skróconej zsyłki w Karlsbadzie koło Rygi pozostał przy Katedrze Historii Ogólnej Petersburskiego Uniwersytetu dla przygotowania pracy magisterskiej. W 1916 został docentem nieetatowym uniwersytetu i pracownikiem biblioteki publicznej.
W 1918 Fiedotow razem z Aleksandrem Alesandrowiczem Mejerem zorganizował religijno-filozoficzne kółko „Zmartwychwstanie” i publikował w dzienniku tego kółka „Wolne Głosy”. W latach 1920–1922  wykładał historię wieków średnich w Uniwersytecie Saratowskim. W latach 1922–25 był pracownikiem naukowym  I Oddziału Wydziału Nauk Społecznych Uniwersytetu Petersburskiego/Leningradzkiego. Opublikował szereg prac naukowych poświęconych europejskiemu średniowieczu: „Listy Błogosławionego Augustyna” (1911), „Bogowie Podziemia” (1923), „Abelard” (1924), „Życie feudalne w kronikach Lamberta d’Ardres” (1925). Praca Fiedotowa o Dantem („O utopii Dantego”) była zakazana przez cenzurę radziecką.
W 1925 Fiedotow otrzymał pozwolenie na wyjazd do Niemiec w celu studiów nad wiekami średnimi. Do ZSRR nie wrócił. Dalej pojechał do Francji, gdzie od 1926 do 1940 był profesorem na Prawosławnym Teologicznym Instytucie Św. Sergiusza w Paryżu. Tam zbliżył się do Nikołaja Aleksandrowicza Bierdiajewa i Jelizawiety Juriewnej Skobcowej (znanej jako Matka Maria, Mère Marie). W centrum historyczno-kulturowych badań Fiedotowa na emigracji była przede wszystkim  duchowa kultura Średniowiecznej Rusi. W pracy Tragedia inteligencji (1926) szczegółowo analizował sytuację cywilizacyjną Rusi – z jednej strony odznaczała się ona bardzo wysoką kulturą religijną, czego dowodem są ikony i architektura cerkwi, z drugiej natomiast bardzo mizerną kulturą racjonalną. Opublikował prace „Św. Filip Metropolita Moskiewski” (1928, o Metropolicie Filipie krytyku Iwana Groźnego zamordowanym przez tegoż), „Święci dawnej Rusi” (1931), „Wiersze duchowe (Rosyjska wiara ludowa według wierszy duchowych)” (1935) i artykuł „Matka Ziemia”.
W latach 1931–39 Fiedotow redagował czasopismo „Nowe Miasto”. W publikacjach tego czasopisma była przedsięwzięta próba syntezy nowego duchowego ideału, jednoczącego lepsze strony socjalizmu, liberalizmu i chrześcijaństwa. W 1939 profesorowie Prawosławnego Teologicznego Instytutu udzielili Fiedotowowi surowej nagany i przedstawili mu ultimatum – albo opuści  Instytut  albo przestanie  publikować artykuły na tematy polityczne w dzienniku „Nowa Rosja” i innych drukowanych organach lewoliberalnego kierunku. W obronie Fiedotowa wystąpił N.A.Bierdiajew (artykuł „Czy istnieje w prawosławiu wolność myśli i sumienia ?  „Put’” 1939, nr 59). W 1940 Fiedotow został zmuszony do złożenia dymisji. Wcześniej – w 1936 – Fiedotow wystąpił przeciwko  przewrotowi gen. Francisco Franco w Hiszpanii.
Wkrótce po rozpoczęciu niemieckiej okupacji Francji w 1940 Fiedotow wyjechał do USA, gdzie od 1941 do 1943 przebywał w New Haven jako zaproszony badacz Seminarium  Teologicznego Uniwersytetu Yale. Przy wsparciu Humanitarnego Funduszu, założonego przez B.A. Bachmetiewa,  Fiedotow napisał pierwszy tom dzieła „Russian Religious Mind” („Rosyjska świadomość religijna”) opublikowanego w 1946 (poświęcony kijowskiemu chrześcijaństwu X-XIII wieku; drugi tom o wiekach średnich XIII-XV stulecia ukazał się po jego śmierci w 1966). Od 1944 był profesorem Prawosławnego Seminarium Św. Włodzimierza w stanie Nowy Jork.  W USA Fiedotow  intensywnie zajmował się publicystyką. Jego artykuły na temat palących historyczno-politycznych problemów były publikowane w „Nowym Dzienniku”. Wśród nich wypada wskazać duże prace „Narodziny Wolności” (1944), „Rosja i Wolność” (1945), „Los imperiów” (1947), antologia „Skarb duchowości rosyjskiej” (1948).  
Fiedotow uważał, że w Rosji jest nieuchronny upadek „stalinokracji”. Podobnie jak Iwan Aleksandrowicz Iljin zakładał nieuchronność władzy dyktatorskiej w postsowieckiej Rosji.
„/…/ w Rosji władza będzie należeć do osoby lub grupy osób, które będą nią rządzić faktycznie, niezależnie od woli narodu (choć z jej uwzględnieniem, a nawet przyoblekając się w jej legalne formy). Ta osoba lub osoby zostaną wyłonione przez sam wynik walki o władzę, poprzez usunięcie wszystkich pokonanych konkurentów.” („Sud’ba i griechi Rossiji” t. I, s. 258). Uważał, że postsowiecka Rosja powinna przezwyciężyć tzw. świadomość imperialną, że „/…/ utrata Imperium przyniesie moralne oczyszczenie i uwolni kulturę rosyjską od  strasznego brzemienia wypaczającego jej oblicze duchowe.” (tamże t. II, s. 327).
Rosyjski krytyk literacki Bieniedikt Sarnow nazwał Fiedotowa „najmądrzejszym i najsubtelniejszym myślicielem XX wieku“. Prof. Iwan Gobozow poleca studentom książkę Fiedotowa „Tragedia inteligencji” (ros. Трагедия интеллигенции) jako bogate poznawczo dociekania filozoficzne, które nie tracą aktualności w warunkach współczesnej Rosji.

## Wybrane publikacje w języku polskim
- Rosja i my, przeł. Józef Łobodowski, "Kultura" (1961), nr 1/2, s. 118-122 (Przedruk [w:] W poszukiwaniu innej historii: antologia tekstów opublikowanych na łamach periodyków Instytutu Literackiego w Paryżu, red. Rafał Stobiecki i Sławomir M. Nowinowski, Łódź: Wydawnictwo Uniwersytetu Łódzkiego - Paryż: Stowarzyszenie Instytut Literacki Kultura 2015, s. 584–587.
- Rosja a wolność, przeł. K. Krzyżewska, "znak" 42 (1990), nr 2/3, s. 77–97.
- Święci Rusi: (X-XVII w.), przeł. Henryk Paprocki, Bydgoszcz: Bractwo Młodzieży Prawosławnej w Polsce – „Homini” 2002.